# Chris Taylor (wrestler)
Christopher J. Taylor (Dowagiac, 13 giugno 1950 – Story City, 30 giugno 1979) è stato un wrestler e lottatore statunitense, maggiormente conosciuto come Chris Taylor.
Prese parte alle Olimpiadi del 1972 nelle discipline lotta libera e lotta greco-romana, e vinse una medaglia di bronzo nella lotta libera. Con i suoi 187 kg. di peso, fu l'atleta olimpico più pesante di sempre fino all'avvento del judoka Ricardo Blas Jr. nel 2008.

## Wrestling studentesco
Da ragazzo lottò per la Dowagiac High School, per il Muskegon Community College di Muskegon, Michigan, e per la Iowa State University (vincendo il titolo NCAA Heavyweight Championship nel 1972 sconfiggendo Greg Wojciechowski). Il traguardo maggiore arrivò alle Olimpiadi di Monaco di Baviera del 1972 dove vinse la medaglia di bronzo nella lotta libera nella categoria Pesi super-massimi. Perse solamente contro Aleksandr Medved', in una decisione controversa (si disse che l'arbitro provò pietà per Medved in quanto di taglia più piccola e volle inoltre "punire" Taylor per "mancanza di azione"). Nella lotta greco-romana Taylor subì inaspettatamente un suplex e venne schienato dal più leggero Wilfried Dietrich, che egli aveva battuto una settimana prima nella disciplina lotta libera.

## Wrestling professionistico

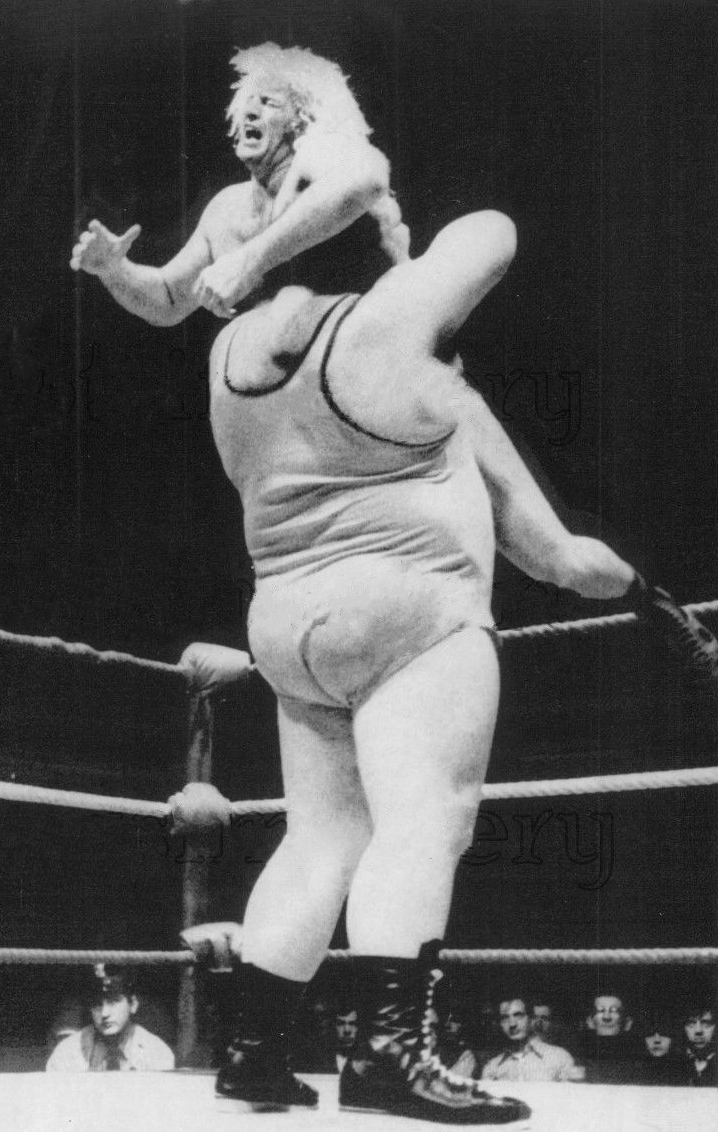
Taylor vs. Goulet nel 1973.

Taylor lottò nella American Wrestling Association. Debuttò nel 1974 contro Rene Goulet. In seguito affrontò svariati altri lottatori, e tra di loro anche alcune future star come Ric Flair. Taylor, allenato da Verne Gagne e Billy Robinson, avrebbe potuto diventare un grosso nome nel mondo del wrestling, ma i suoi cronici problemi di salute causati dal peso eccessivo limitarono la sua carriera, e lo costrinsero infine a ritirarsi dal ring all'inizio del 1977.
La mossa finale di Taylor era una variazione della presa di sottomissione "bearhug".

## Vita privata
Il 9 settembre 1973, Taylor sposò Lynn Hart. Nel 1979 morì a causa di complicazioni cardiache nella sua abitazione di Story City, Iowa all'età di 29 anni, due anni dopo che i suoi problemi di salute lo avevano costretto a ritirarsi dal wrestling. È sepolto nel Riverside Cemetery a Dowagiac, Contea di Cass, Michigan.

## Nel wrestling
Mossa finale
- Bearhug (variazione)

## Titoli e riconoscimenti
- George Tragos/Lou Thesz Professional Wrestling Hall of Fame
  - Classe del 2013[5]